# 王謙
王 謙（おう けん、生年不詳 - 580年）は、中国の北周の軍人。字は勅万。本貫は太原郡。

## 経歴
王雄の子として生まれた。父の功績により、驃騎大将軍・開府儀同三司に累進した。北周の孝閔帝が即位すると、右小武伯となった。562年、武威郡公に封ぜられた。564年、父の王雄が晋公宇文護の東征に従って戦死したため、王謙は柱国大将軍に任ぜられ、庸国公の爵位を嗣いだ。576年、皇太子宇文贇の下で吐谷渾を討ち、功績を挙げた。また武帝の東征に従って奮戦し、上柱国に進んだ。577年、益州総管・十八州諸軍事となった。
580年、楊堅が北周の丞相となると、王謙は司録の賀若昂に入朝させた。賀若昂が帰還して、長安の情勢を報告すると、王謙は楊堅の簒奪を阻止するために挙兵した。所管する益・潼・新・始・龍・邛・青・瀘・戎・寧・汶・陵・遂・合・楚・資・眉・普の18州と嘉・渝・臨・渠・蓬・隆・通・興・武・庸の10州の人の多くは王謙に従った。総管長史の乙弗虔や益州刺史の達奚惎は険阻な土地をたのみに情勢の変化を見るよう王謙に勧めた。隆州刺史の高阿那肱は王謙に信書を送って三策を述べ、直接に散関に出て関中を突くのを上策とし、梁州・漢中に出兵するのを中策とし、剣南を守るのを下策とした。王謙はその中下の策を用いた。
新たに益州総管に任ぜられた梁睿が入蜀しないうちに、王謙は兵を派遣して始州に駐屯させた。楊堅は梁睿を行軍元帥とし、諸州の兵を発して王謙を討たせた。達奚惎・乙弗虔らは10万の兵を率いて利州を攻撃していたが、梁睿の軍がやってくると聞いて潰走した。梁睿はその混乱に乗じて、兵を深く侵入させた。達奚惎・乙弗虔はひそかに梁睿のもとに使者を送って、内応を約して罪をあがなおうとした。王謙はこのことを知らず、ふたりに成都を守るよう命じた。王謙は梁睿の兵がやってくると聞いて、自ら兵を率いて迎え撃とうとした。また達奚惎・乙弗虔の子らを左右軍としていた。数十里を進んだところで、軍はみな叛いた。王謙は20騎を率いて新都に逃れたが、県令の王宝に斬られて、その首は長安に送られた。達奚惎・乙弗虔は成都で降ったが、楊堅はふたりを乱の首謀者として斬らせた。高阿那肱もまた処刑された。 

## 伝記資料
- 『周書』巻21 列伝第13
- 『北史』巻60 列伝第48